# پمپ سوخت

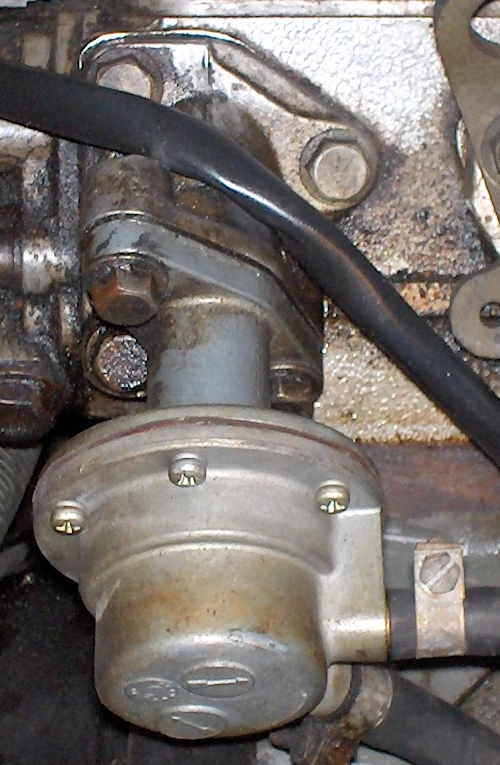
یک پمپ سوخت مکانیکی که بر روی سرسیلندر

پمپ سوخت یا پمپ بنزین (به انگلیسی: Fuel pump) اغلب (البته نه همیشه) یک قطعه ضروری برای خودرو و انواع موتورهای درون‌سوز است.
خیلی از موتور‌ها (اغلب موتورسیکلتهای قدیمی) نیازی به پمپ سوخت ندارند زیرا با قرار دادن مخزن سوخت در ارتفاعی بالاتر از موتور و استفاده از گرانش بنزین مورد نیاز به موتور می‌رسد. اما در طراحی‌هایی که از گرانش استفاده نمی‌شود سوخت باید از مسیر باک به موتور با نیروی پمپ جابه‌جا گردد و تحت فشار پایین برای موتور کاربراتور و فشار بالا برای موتور با سوخت‌رسانی انژکتوری منتقل گردد.
پمپ ها به دو دسته تقسیم میشوند
دستی (hand pump)
دارای سیستم رانش (power driven pump)
انواع پمپ ها:
پمپ پیستونی_پمپ پلانجری_دیافراگمی_مارپیچی_دنده ای
پمپ های جابه‌جایی مثبت:پمپ های هستند که حجم مشخصی از سیال را مکش کرده و همان حجم را تخلیه میکنند،در پمپهای جابه‌جایی مثبت بین مکش و تخلیه هیچ ارتباطی وجود ندارد